# Acrotrichis thoracica
Acrotrichis thoracica é uma espécie de insetos coleópteros polífagos pertencente à família Ptiliidae.
A autoridade científica da espécie é Waltl, tendo sido descrita no ano de 1838.
Trata-se de uma espécie presente no território português.